# Добо-Ёнхор
Добо́-Ёнхо́р (бур. Добо Ёнхор — букв. «холм-впадина») — улус в Заиграевском районе Бурятии. Входит в сельское поселение «Ацагатское».

## География
Расположен на речке Малый Ацагат, по выходе её из южных предгорий хребта Улан-Бургасы, в 14 км по автодороге к северо-западу от центра сельского поселения — села Нарын-Ацагат. В 3,5 км к югу от улуса находится съезд с региональной автодороги Р436 Улан-Удэ — Чита.

## Население
| 2002 | 2010 |
| ---- | ---- |
| 115  | ↗122 |